# Acanthoscelides napensis
Acanthoscelides napensis är en skalbaggsart som beskrevs av Johnson 1970. Acanthoscelides napensis ingår i släktet Acanthoscelides och familjen bladbaggar. Inga underarter finns listade i Catalogue of Life.